# 12530 Річардсон
12530 Річардсон (12530 Richardson) — астероїд головного поясу, відкритий 22 травня 1998 року.
Тіссеранів параметр щодо Юпітера — 3,404.
Названий на честь Аарона Коула Річардсона (нар. 1984), учня вищої школи в Дефаньяк-Спрінгс, штат Флорида, США, за його проект з ботаніки, який був фіналістом в 2002 році Міжнародного науково-технічного конкурсу.